# Ormisda IV
Ormisda IV, riportato anche nelle versioni Hormozd IV o Ohrmazd IV (in medio persiano 𐭠𐭥𐭧𐭥𐭬𐭦𐭣; in persiano هرمز چهارم‎, Hurmaz čahāram; 540 circa – Ctesifonte, giugno 590), fu il ventunesimo sovrano dell'impero sasanide, rimasto al potere dal 579 al 590.
Figlio e successore di Cosroe I (r. 531-579) e di una principessa cazara il cui nome è ignoto, una volta salito al trono Ormisda IV ordinò l'uccisione di molti membri dell'alta aristocrazia e del clero zoroastriano, dimostrandosi maggiormente propensò a sostenere la nobiltà terriera (dehqan). Il suo mandato fu segnato da continue guerre: a ovest combatté un lungo e alterno conflitto con l'impero bizantino, che era in corso sin dai tempi in cui governava suo padre, mentre a est il generale iraniano Bahram Chobin contenne e surclassò con successo il Khaganato turco occidentale durante la prima guerra persiano-turca. Fu proprio durante il regno di Ormisda IV, intorno al 580, che la dinastia cosroide dell'Iberia perse il potere che deteneva da secoli. Dopo aver negoziato con l'aristocrazia iberica e aver ottenuto il loro sostegno, l'Iberia fu incorporata senza patemi nell'impero sasanide.
Geloso del successo di Bahram a est, una personalità invero abbastanza influente, Ormisda IV lo privò di ogni onore e lo rimosse dall'incarico, circostanza che scatenò una ribellione guidata da una parte dell'esercito sasanide e che scatenò la guerra civile del 589-591. Un'altra fazione, guidata da altri due nobili insoddisfatti e parenti del sovrano, Vistahm e Vinduyih, fece deporre e uccidere Ormisda IV nominando al suo posto il figlio Cosroe II.
Nonostante la sua controversa personalità, Ormisda IV si fece apprezzare per la sua tolleranza religiosa, rifiutando gli appelli del clero zoroastriano volti a perseguitare i cristiani dislocati nel suo territorio. Le fonti medievali generalmente lo dipingono alla stregua di una figura tirannica, perlopiù a causa della sua tendenza all'assolutismo. La storiografia moderna traccia invece una visione più mite della sua persona e lo considera un sovrano mosso da buone intenzioni che si prodigò nel tentativo di portare avanti le politiche di suo padre, sebbene in maniera eccessivamente zelante.

## Nome
Il nome di Ormisda (scritto anche Ōhrmazd o Hormozd) è la versione medio persiana del nome della divinità suprema dello zoroastrismo, nota in avestico come Ahura Mazdā. Il termine corrispondente in antico persiano è Auramazdā, mentre la traslitterazione in greco è Hormisdas. Il nome è attestato in armeno con la forma Ormizd e in georgiano come Urmizd.

## Biografia

### Origini

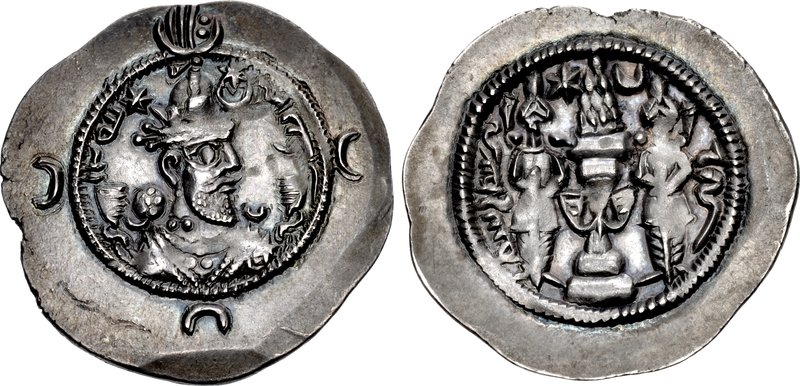
Dracma di Cosroe I Anoshakrawān (regnante dal 531-579)

Ormisda era figlio di Cosroe I, uno dei più celebri scià dell'impero sasanide. Le fonti orientali e gli studiosi moderni hanno associato il nonno materno di Ormisda a Istemi, il khagan dei Turchi, che si alleò con Cosroe I nel 560 circa nel tentativo di sopprimere gli Eftaliti, evento che fu poi portato a termine con successo in concomitanza della battaglia di Bukhara. A Cosroe I fu data in sposa la figlia di Istemi, la probabile madre di Ormisda. Per questo motivo, egli è chiamato Torkzad(a) nello Shāh-Nāmeh, o «figlio di un turco». Una simile ricostruzione è stata, tuttavia, rigettata dall'iranologo Shapur Shahbazi, che ha definito tale relazione una «problematica di natura cronologica», a causa di alcuni fonti che riferiscono dell'invio di Ormisda su ordine del padre nelle terre di confine per contenere la minaccia rappresentata da Istemi, un evento verosimilmente accaduto all'indomani della spartizione del territorio eftalita tra sasanidi e turchi.
La data più plausibile della nascita di Ormisda va collocata intorno al 540: suo figlio Cosroe II nacque invece nel 570 circa. Lo storico armeno del VII secolo Sebeo descrive la madre di Ormisda come una «figlia del khagan dei Turchi» e la chiama Kayen, mentre Mas' udi riporta il suo nome come Faqom, affermando che era la figlia del sovrano dei Cazari. Shahbazi si è dimostrato convinto dal ragionamento compiuto a tal proposito dall'orientalista tedesco Josef Markwart, il quale ha ipotizzato che il nonno materno di Ormisda fosse il khagan dei Cazari (spesso chiamati turchi in altre fonti), e che Sebeo si riferiva alla madre di Ormisda fornendo il nome (o titolo) del padre. Il geografo persiano medievale Ibn Khordadhbeh testimonia inoltre che Cosroe I e il re cazaro allestirono i preparativi finalizzati al matrimonio dei rispettivi figli. Ormisda non era dunque soltanto un discendente del celebre Cosroe I della famiglia regnante in Persia, ma apparteneva anche a una dinastia reale turca, circostanza che secondo Sebeo «rendeva Ormisda persino più valido dei suoi antenati paterni e altrettanto più grande e spavaldo dei suoi parenti materni».

### Regno
Cosroe I, consapevole che Ormisda si era dimostrato portato per la politica, lo nominò quale suo erede. La decisione si basava anche su un'altra motivazione, poiché la discendenza materno di Ormisda era di nobili origini, mentre le madri degli altri figli di Cosroe I non avevano il medesimo prestigio. Ormisda salì al trono nel 579: stando a quanto narrato da Ṭabarī, era un uomo colto e pieno di buoni propositi verso i poveri e i deboli.

#### Politica estera

##### Occidente

Mappa della frontiera bizantino-sasanide nella Tarda antichità

Nel campo della politica estera, Ormisda aveva ereditato da suo padre una guerra in corso contro l'impero bizantino iniziata nel 572. I negoziati di pace erano in quel frangente appena iniziati con l'imperatore Tiberio II, che si offrì di rinunciare a tutte le pretese sull'Armenia e di scambiare l'Arzanene, occupata dai bizantini, con il Dara posseduto dai sasanidi (che era un'importante roccaforte bizantina). Ormisda, tuttavia, pretendeva pure il pagamento del tributo annuale che era stato versato durante il regno di Giustiniano I (regnante dal 527 al 565), richiesta che interruppe la prosecuzione dei negoziati. Poiché la diplomazia era al lavoro in quel frangente, nessuna delle due potenze intraprese una campagna in Mesopotamia, ma gli scontri continuarono in Armenia, dove Varaz Vzur subentrò a Tamkhosrow come nuovo governatore sasanide della regione.
I romei riuscirono nei loro sforzi di ripristinare la propria autorità, ottenendo una vittoria degna di nota grazie ai comandanti Curso e Giovanni Mystacon; subito dopo, essi subirono una sconfitta per mano dei sasanidi, ma senza conseguenze gravi. All'inizio del 580, i clienti e vassalli dei sasanidi, i Lakhmidi, dovettero arrendersi ai Ghassanidi, fedeli ai bizantini. Nello stesso anno, un'armata bizantina imperversò nel Garamig ud Nodardashiragan (dintorni dell'odierna Kirkuk), spingendosi fino alla Media. Più o meno nello stesso periodo, Bacurio III, il re dello stato cliente sasanide d'Iberia, si spense lasciando due figli minorenni. Ormisda approfittò della situazione abolendo la monarchia iberica e destituendo la dinastia cosroide, al potere in quell'area da secoli. In seguito, nominò suo figlio Cosroe come governatore dell'Albania caucasica, il quale, dopo aver contrattato con l'aristocrazia iberica, riuscì ad accattivarsi il loro sostegno, incorporando così con successo la regione nell'impero sasanide.
L'anno successivo, nel 581, un'ambiziosa campagna del comandante bizantino Maurizio, sostenuto dalle forze ghassanidi sotto al-Mundhir III, prese di mira la capitale sasanide Ctesifonte. Gli alleati si spostarono a sud lungo il fiume Eufrate scortati da una flotta di navi; a quel punto presero di mira la fortezza di Anatha e conversero verso la regione del Beth Aramaye nella Mesopotamia centrale, vicino a Ctesifonte. Una volta giunti lì, scoprirono che il ponte sull'Eufrate era stato distrutto dai sasanidi per rallentare l'avanzata degli ostili. Allo scopo di neutralizzare la campagna di Maurizio, al generale iraniano Adarmahan fu ordinato di recarsi nella Mesopotamia settentrionale e tagliare i rifornimenti dell'esercito nemico. Adarmahan raggiunse Osroene e riuscì a prendere possesso della sua capitale, Edessa. Egli marciò poi con i suoi uomini verso Callinicum, sulle acque dell'Eufrate. Essendo divenuta impossibile la prospettiva di marciare verso Ctesifonte, Maurizio dovette a quel punto ritirarsi. Il viaggio di ritorno si rivelò arduo per l'esercito, invero assai provato dalle battaglie e dalle lunghe marce, oltre che dallo scambio di accuso tra Maurizio e al-Mundhir relative al fallimento della spedizione. Malgrado le difficoltà, la coalizione cooperò e riuscì a costringere Adarmahan a ritirarsi, superandolo sul campo di battaglia a Callinicum.
In seguito, Tiberio II tentò di rinnovare i negoziati mandando come ambasciatore Zaccaria alla frontiera per incontrare Andigan. Le trattative si interruppero nuovamente dopo che Andigan tentò di fargli pressione attirando l'attenzione del vicino contingente persiano guidato da Tamkhosrow. Nel 582, Tamkhosrow, insieme ad Adarmahan, invase il territorio bizantino e si diresse verso la città di Constantina (nei pressi della moderna Viranşehir). Maurizio, che si aspettava e si stava già preparando a un simile attacco, respinse gli avversari senza patemi nel giugno 582; da parte sua, l'esercito sasanide subì una pesante sconfitta e Tamkhosrow fu ucciso. Non molto tempo dopo, il peggioramento delle condizioni di salute di Tiberio costrinse Maurizio a tornare immediatamente a Costantinopoli per assumere la corona. Nel frattempo, Giovanni Mystacon, che aveva sostituito Maurizio come comandante dell'est, attaccò i sasanidi alla confluenza tra il Nymphius e il Tigri, ma fu sconfitto dal generale iraniano Kardarigan.

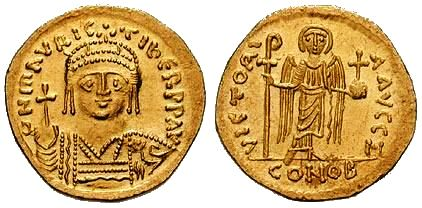
Solido bizantino dell'imperatore Maurizio (r. 582-602)

Nel 583, l'obiettivo dell'esercito persiano si concentrò sulla necessità di riconquistare la fortezza di Aphumon, espugnata da Maurizio nel 578. Tuttavia, mentre assediavano la roccaoforte, i romei si spinsero ad Akbas, un presidio di recente costruzione a est del Nymphius e quindi a ridosso della frontiera tra i due imperi. Ciò distolse l'attenzione dei soldati persiani ad Aphumon, che decisero di difendere Akbas. Entro la fine dell'anno, tuttavia, i romei avrebbero distrutto la fortezza. A quel punto, Ormisda chiese la pace: nel 584, un ambasciatore sasanide arrivò a Costantinopoli, mentre un delegato romano si recò a Ctesifonte. Le trattative, ancora una volta, terminarono con un nulla di fatto. Più o meno nello stesso frangente, Filippico fu nominato nuovo comandante per la sezione orientale.
Nel 585, Kardarigan passò all'offensiva, assediando la base bizantina di Monocarton. L'assedio fallì e poi marciò a nord verso Martyropolis, il quartier generale di Filippico; dopo aver saccheggiato la chiesa di Giovanni Battista vicino alla città, tuttavia, tornò in territorio persiano, molto probabilmente l'Armenia. Nella primavera del 586, Ormisda tentò ancora una volta di giungere a una pace e inviò l'ambasciatore Mahbod a negoziare con Filippico ad Amida. I negoziati, tuttavia, fallirono ancora una volta dopo che i persiani chiesero dell'oro in cambio della pace. Non molto dopo, un contingente sasanide guidato da Kardarigan, Afratw e Mahbod riportò una pesante battuta d'arresto contro i romei nella battaglia di Solachon. La vittoria fu seguita da devastanti saccheggi nella Gordiene e nell'Arbayistan. L'anno successivo, il nuovo comandante del settore orientale dell'impero bizantino, Eraclio il Vecchio, prese il controllo di tre fortezze vicino a Dara. I persiani approfittarono della discordia nell'esercito romeo tra il 588 e il 589, riuscendo ad occupare con successo Martiropoli nel 589 con l'aiuto di un ufficiale che tradì Costantinopoli.

##### Oriente

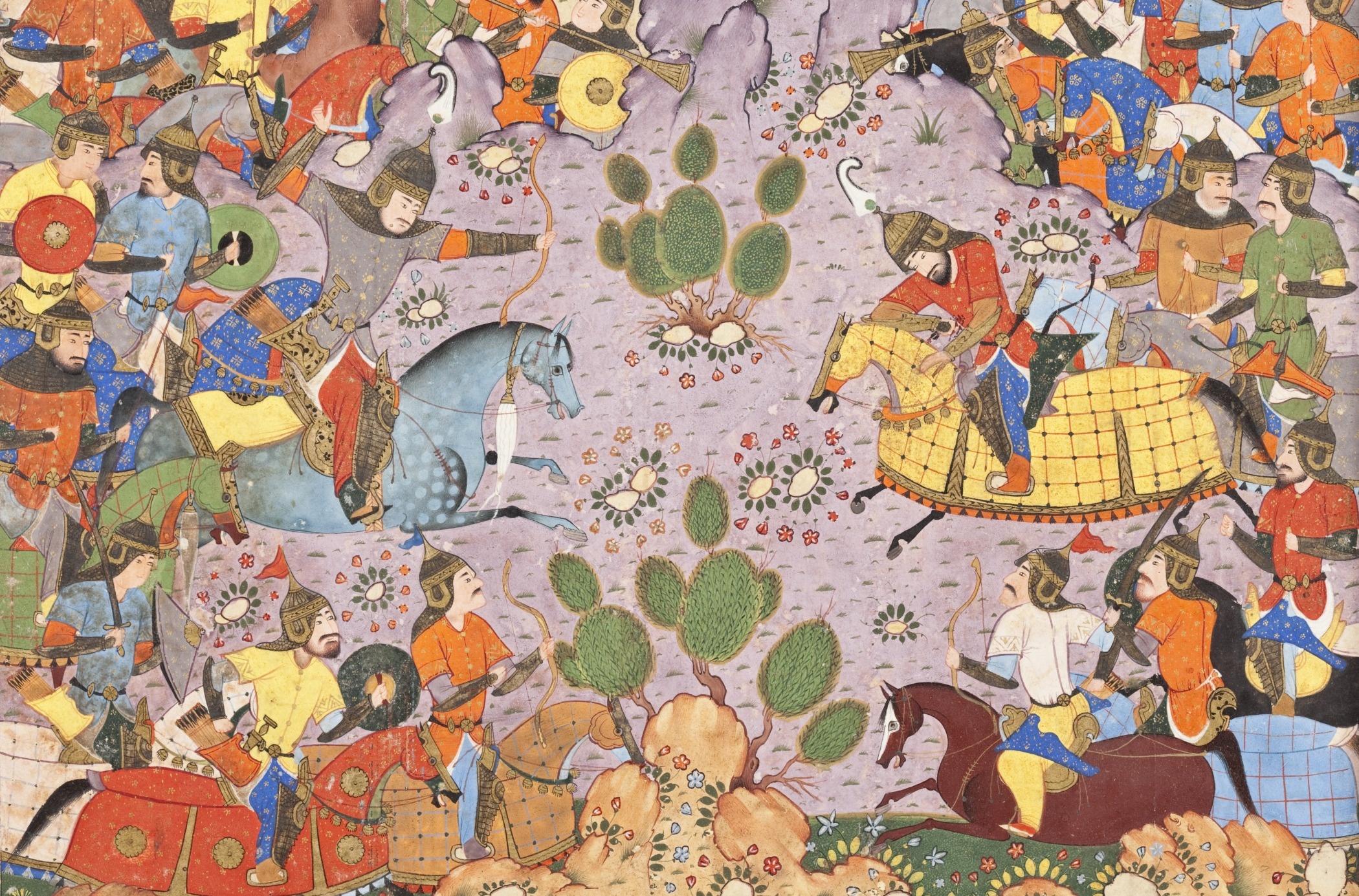
Illustrazione tratta dallo Shāh-Nāmeh del XVI secolo di Bahram Chobin che combatte il sultano turco Bagha Qaghan

Nel 588, il khagan turco Bagha Qaghan (noto come Sabeh/Saba nelle fonti persiane), insieme ai suoi sudditi Eftaliti, invasero i territori sasanidi a sud dell'Oxus scatenando la prima guerra persiano-turca, dove attaccarono e misero in rotta i soldati di guardia a Balkh. Dopo aver sottomesso la città, le truppe si mossero per conquistare Taloqan, Badghis e Herat. L'invasione costituì una violazione del trattato che Cosroe I e il khagan Istemi avevano concordato, il quale sanciva l'Oxus come confine tra gli imperi. Al termine di un consiglio di guerra, Bahram Chobin, membro del casato di Mehrān della Partia (odierno Iran nord-orientale) fu scelto per guidare la controffensiva e, per agevolare le manovre, ricevette il governo del Khorasan. L'esercito di Bahram, presumibilmente composto da 12 000 cavalieri scelti con cura, tese un'imboscata in Ircania a una numericamente nutrita armata composta da guerrieri turchi ed eftaliti nell'aprile del 588. Nel 589 il generale respinse i turchi e fece il suo ingresso in maniera trionfale a Balkh, dove depredò il bottino e il trono d'oro del khagan. Di lì a poco attraversò il fiume Oxus e riportò una vittoria decisiva sui turchi, uccidendo personalmente Bagha Qaghan dopo averlo trafitto con una freccia. Egli riuscì a spingersi fino a Baykand, vicino a Bukhara, e anche a contenere un attacco del figlio del defunto khagan, Birmudha, che Bahram aveva fatto prigioniero e inviato a Ctesifonte.

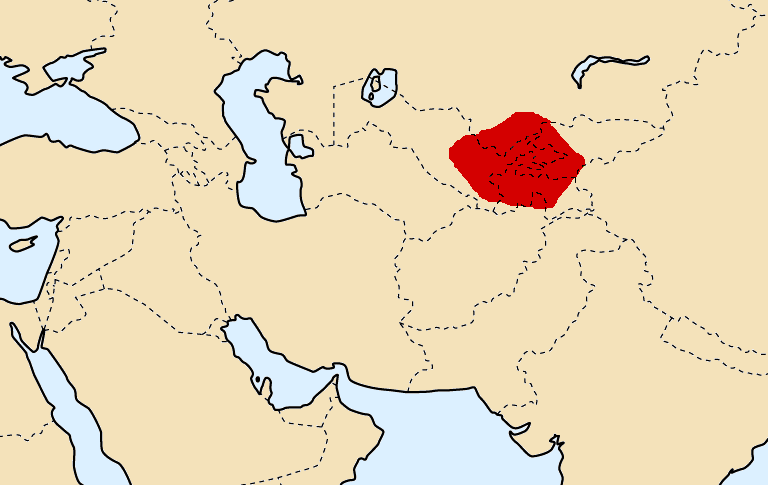
Mappa della Sogdiana, che fu per breve tempo sotto il dominio sasanide dopo la prima guerra persiano-turca

Birmudha fu lì ben accolto da Ormisda, che quaranta giorni dopo lo fece rimandare a Bahram con l'ordine che il principe turco si spostasse in Transoxiana. Da quel momento, i sasanidi poterono dirsi padroni delle città sogdiane di Chach e Samarcanda, dove Ormisda aveva delle proprie zecche. Questa vittoria rese per breve tempo l'Iran la potenza principale nel Vicino Oriente, un'impresa che fu a lungo decantata nelle storie persiane. Dopo la grande vittoria di Bahram contro i turchi, questi fu mandato nel Caucaso per respingere un'invasione di nomadi, forse i Cazari, riuscendo ancora una volta a prevalere sul campo di battaglia. Nuovamente nominato comandante delle forze sasanidi contro i bizantini, egli surclassò con successo un contingente romeo situato in Georgia. Tuttavia, subì una sconfitta dalla portata minore per mano di un esercito bizantino sulle rive del fiume Aras. Ormisda, che era geloso della reputazione che Bahram si stava guadagnando, sfruttò questa sconfitta come pretesto per rimuoverlo dal suo incarico e umiliarlo pubblicamente.
Secondo una fonte medievale, Bahram si attirò anche le gelosie di alcuni nobili sasanidi dopo la sua vittoria contro i turchi. Fu questo il caso del ministro di Ormisda Azen Gushnasp, che lo accusò di aver trattenuto per sé la fetta migliore del bottino e di aver inviato solo una piccola parte al sovrano sasanide. Secondo altri scritti, furono Birmudha o i cortigiani a fare presente la questione a Ormisda e a insinuargli il seme del dubbio. A prescindere dagli antefatti in esame, è certo che Ormisda non poté tollerare la crescente fama di Bahram, ragion per cui si convinse a screditarlo e a esautorarlo dal suo incarico per aver presumibilmente tenuto per sé parte del bottino. Inoltre, il sovrano sasanide gli mandò una catena e un fuso per dimostrare che lo considerava un umile schiavo «ingrato al pari di una donna». Infuriato per quanto accaduto, Bahram, che si trovava ancora a oriente quando venne a conoscenza della sua destituzione, si ribellò apertamente a Ormisda. La ricostruzione secondo cui l'insurrezione di Bahram ebbe luogo dopo la sua disfatta contro i bizantini fu avanzata con convinzione da Nöldeke nel 1879. Tuttavia, una fonte scoperta un decennio più tardi da quando Nöldeke si era pronunciato confermò che la rivolta di Bahram ebbe luogo mentre era ancora a oriente dell'impero.

#### Politica interna

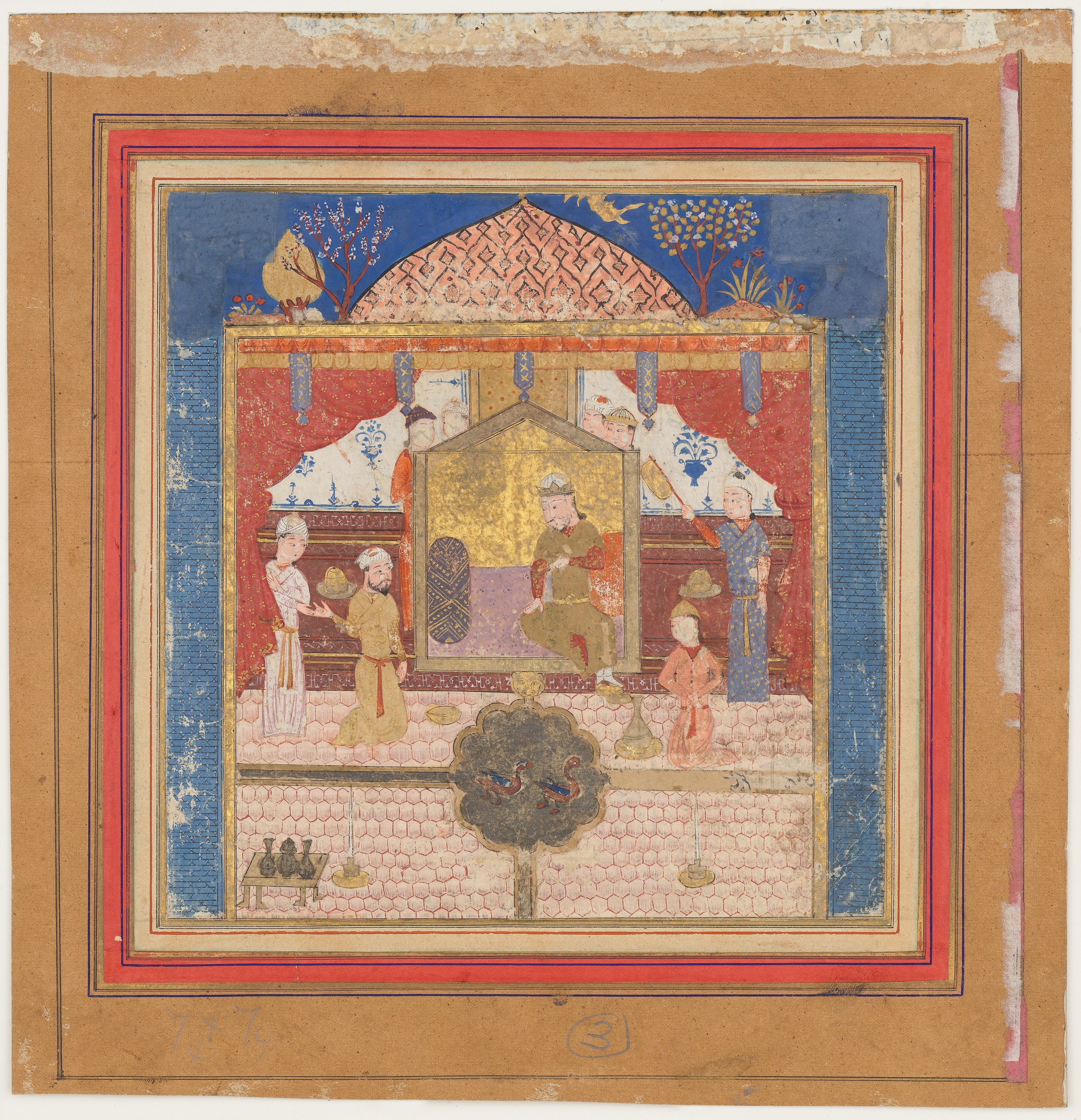
Illustrazione tratta dallo Shāh-Nāmeh di Ormisda IV seduto sul suo trono

Forse meno bellicoso di chi lo precedette, Ormisda si dimostrò abbastanza risoluto nel tentativo di portare avanti le riforme del suo predecessore. Per questo motivo, continuò a sostenere la nobiltà terriera (dehqan) contro l'aristocrazia e tutelò i diritti delle classi inferiori. L'esecuzione di vari membri dell'aristocrazia, forse addirittura migliaia, non giocò a suo favore. Molte delle vittime erano state figure illustri sotto il padre di Ormisda, tra cui il famoso ministro di quest'ultimo (wuzurg framadar) Bozorgmehr, il comandante militare (spahbed) della regione di confine del Khwarasan Chihr-Burzen e altri vari funzionari. Ormisda uccise inoltre un membro dell'influente famiglia del casato di Ispahbudhan, cosa che già Cosroe I aveva fatto all'inizio degli anni 630. Ormisda non è stato il primo scià sasanide ad uccidere un parente stretto della famiglia Ispahbudhan: suo padre Cosroe I aveva ordinato l'esecuzione di Bawi all'inizio degli anni 530. Tuttavia, gli Ispahbudhan continuarono a godere di uno status così elevato da essere riconosciuti come «parenti e alleati dei Sasanidi», con Vistahm che era stato nominato successore di suo padre da Ormisda.
In campo religioso, Ormisda, come ogni altro sovrano sasanide, praticava lo zoroastrismo. Dal V secolo, i monarchi sasanidi erano consapevoli dell'importanza delle minoranze religiose presenti nel regno e, di conseguenza, cercarono di omogeneizzarle in una struttura amministrativa in cui, secondo i principi giuridici, tutti sarebbero stati trattati direttamente come mard / zan ī šahr, cioè "uomo/donna cittadino (dell'impero)". Gli ebrei e, in particolare, i cristiani avevano accettato il concetto di Iran e si consideravano parte attiva dell'impero. Ormisda, consapevole dell'importanza dei cristiani e del loro sostegno, si rifiutò di attaccarli quando ciò gli fu chiesto dal clero zoroastriano. Secondo la Storia dei profeti e dei re di Ṭabarī e la Cronaca di Seert, che si rifanno entrambe in parte al testo in medio persiano Khwaday-Namag ("Libro dei re"), Ormisda riferì ai sacerdoti zoroastriani:
Stando alle fonti, molti membri del clero zoroastriano furono uccisi, incluso lo stesso sommo sacerdote (mowbed). La sua tolleranza verso i cristiani gli valse la gratitudine dei loro sacerdoti e il rispetto del patriarca Ezechiele e del suo successore Ishoʿyahb I. Ormisda stesso era sposato con una donna cristiana e soleva pregare il martire Sergio, un santo militare il cui culto si diffuse rapidamente oltre i confini politici e culturali dal V al VII secolo. Per questi motivi, alcune malelingue cominciarono a ipotizzare che nutrisse simpatie per gli insegnamenti cristiani. A screditare questa ipotesi bisogna pensare che anche suo figlio Cosroe II rese omaggio a Sergio e in più di un'occasione. Con riguardo alle convinzioni personali, Ormisda indossava superstiziosamente un talismano contro la morte e sottolineava l'importanza dell'astrologia.

#### Guerra civile

Mappa della Mesopotamia settentrionale e dei suoi dintorni durante l'ultimo periodo sasanide

Alla situazione tesa in campo politico estero e interno si unì presto una questione che avrebbe condizionato il futuro del regno di Ormisda. Grazie al suo rango elitario e alle sue grandi capacità belliche, i soldati del generale Bahram e molti altri si unirono alla ribellione che aveva scatenato, inaugurando così la guerra civile sasanide del 589-591. Bahram nominò quindi un nuovo governatore per il Khorasan, raggiungendo in seguito Ctesifonte. La legittimità della dinastia dei Sasanidi nasceva dalla concezione che il diritto a regnare (xwarrah) spettasse al primo scià sasanide Ardashir I (r. 224-242), fautore della conquista dell'impero partico e della destituzione degli Arsacidi, e ai suoi discendenti. Questa secolare convinzione, tuttavia, fu messa in dubbio da Bahram, con il risultato che si trattò nella prima volta nella storia sasanide che un discendente dei Parti sfidasse la legittimità della famiglia sasanide ribellandosi.
Egli iniziò a diffondere delle voci basate su un estratto del libro sacro zoroastriano Bundahishn il quale lasciava intendere che, entro la fine del millennio di Zoroastro, «dalle frontiere del Kavulistan verrà un uomo, il quale porterà la gloria, anch'egli della famiglia reale, che chiameranno Kay Bahram; e tutti gli uomini torneranno con lui, ed egli regnerà persino sull'India, su Roma e sul Turkistan, su tutte le frontiere». In effetti, i sasanidi avevano erroneamente associato l'epoca di Zoroastro a quella dei Seleucidi (312 a.C.), circostanza che collocava Bahram nella sequenza temporale giusta per ritenersi quasi alla fine del millennio di Zoroastro; egli fu quindi salutato da molti come il Kay promesso salvatore Bahram Varjavand. Un verso dello Shāh-Nāmeh sembra indicare che Bahram Bahram si proclamò una personificazione del fuoco del dio del sole Mitra e che giurò di voler ripristinare la religione e le tradizioni dei suoi antenati, gli Arsacidi.
Ormisda inviò alcuni soldati guidati da Sarame il Vecchio per arginare i tumulti causati da Bahram. Tuttavia, fu battuto da quest'ultimo, che lo fece calpestare a morte da un elefante. Il percorso intrapreso da Bahram passò presumibilmente per il confine settentrionale dell'altopiano iranico, dove nel 590 aveva respinto un attacco finanziato dai bizantini e compiuto dagli iberici e da altri popoli ad Adurbadagan (al confine tra l'Azerbaigian e l'Iran), subendo una lieve battuta d'arresto per mano di un contingente romeo impiegato in Transcaucasia. Più tardi marciò verso sud, in Media, dove i monarchi sasanidi, incluso Ormisda, risiedevano normalmente durante l'estate. Il sovrano partì alla volta del Grande Zab, speranzoso di troncare le comunicazioni tra Ctesifonte e i soldati persiani al confine bizantino. In quel periodo, i soldati di stanza presso le porte di Nisibis, il principale presidio della Mesopotamia settentrionale, rinnegarono Ormisda e giurarono fedeltà a Bahram quando raggiunse la città.
L'influenza e la popolarità di Bahram continuarono a crescere: le forze lealiste sasanidi inviate a nord contro gli insorti a Nisibis furono tempestate dalla propaganda ribelle. Alla fine, sedotti dalle suadenti parole della controparte, anche le forze lealiste cambiarono schieramento e uccisero il loro comandante Cubriadane, rendendo estremamente vacillante la posizione di Ormisda. Il sovrano spedì quindi un inviato con la speranza di placare Bahram, cominciando al contempo ad allestire i preparativi necessari per portare via il tesoro reale, distruggere il ponte sul Tigri e crearsi una via di fuga affinché potesse raggiungere Al-Hira, la capitale dei Lakhmidi. Un nuovo contingente sasanide giunse sotto il generale Farrukhan al fine di incontrare Bahram. Poco prima della partenza dell'esercito, Ormisda aveva approvato una richiesta che gli aveva proposto Farrukhan. Questi aveva chiesto al re il rilascio di un prigioniero aristocratico di nome Zadspram, che considerava una figura importante nella sua lotta contro Bahram. Gli schieramenti guidati da Farrukhan e Bahram si affrontarono nei pressi del Grande Zab, malgrado nessuno dei due attaccò per timore di non riuscire ad attraversare il fiume. Farrukhan forse sperava che le truppe di Bahram avrebbero abbandonato quest'ultimo; al contrario, fu lui a venire tradito dall'aristocratico Zadspram e poi da alcuni dei suoi ufficiali, che infine lo uccisero.

#### Congiura e morte

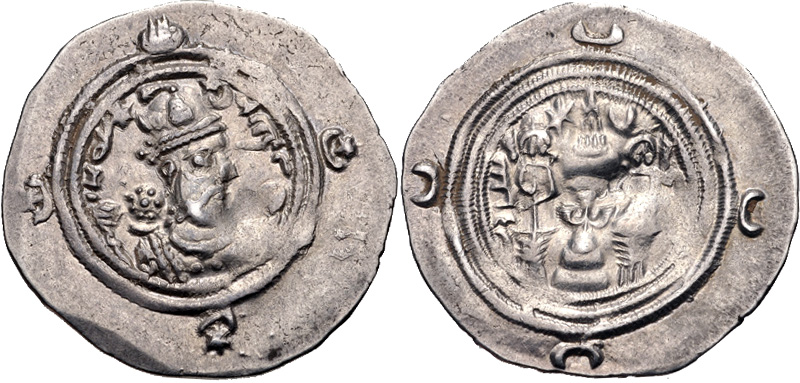
Dracma di Cosroe II coniata nel 590

Una volta tornato a Ctesifonte, Ormisda cadde vittima di un complotto di palazzo apparentemente incruento ordito dai suoi cognati Vistahm e Vinduyih, che secondo l'autore siriaco Giosuè lo Stilita, «odiavano [entrambi] allo stesso modo Ormisda». Essi accecarono il sovrano con un ago rovente insediando sul trono il suo primogenito, Cosroe II (che era loro nipote per parte di madre). A giugno, i due fratelli strangolarono a morte Ormisda con il suo turbante.
Secondo lo storico bizantino del VII secolo Teofilatto Simocatta, Cosroe II giocò di certo un ruolo nell'omicidio di suo padre, mentre lo storico musulmano del IX secolo Abu Hanifa al-Dinawari, che curò il suo lavoro sulla base dell'ormai perduta opera in medio persiano Il libro di Bahram Chobin, non riferisce del coinvolgimento del figlio di Ormisda. Anche l'armeno Sebeo, ostile a Cosroe II, non lo ritiene responsabile di parricidio. La propaganda diffusa da Bahram, tuttavia, condannò Cosroe II per la morte di suo padre. Lo storico moderno Michael Bonner è scettico sulla versione fornita da Teofilatto, che ritiene presenti delle incongruenze in termini cronologici. Bahram proseguì frattanto la sua marcia verso Ctesifonte, dichiarando come pretesto la volontà di vendicare l'assassinio di Ormisda. La morte del sovrano continuò ad avere dei risvolti e un proprio peso negli anni a venire: pochi anni più tardi, Cosroe II ordinò l'esecuzione di entrambi gli zii e di altri nobili che avevano contribuito all'uccisione di suo padre. Pochi decenni dopo, Cosroe II, una volta rovesciato nel corso di un colpo di Stato da suo figlio Kavad II, fu accusato di regicidio contro suo padre.

## Personalità
A causa dei suoi provvedimenti contro la nobiltà e il clero, Ormisda venne giudicato con astio nelle fonti persiane. Non si trattava certo di una novità: il sovrano sasanide del V secolo Yazdgard I è ritratto in modo molto negativo negli scritti a causa della sua politica tollerante nei confronti dei suoi sudditi non zoroastriani e del suo rifiuto di soddisfare le richieste dell'aristocrazia e del clero, venendo così etichettato come «peccatore». Sebbene giudicato con ostilità nelle fonti medievali, Ormisda è ritratto in modo più positivo dagli studiosi moderni. L'orientalista tedesco Theodor Nöldeke ha ritenuto irragionevole il ritratto negativo di Ormisda e ha giudicato lo scià «un sovrano mosso da buone intenzioni che intendeva frenare il peso della nobiltà e del clero e alleviare le problematiche delle classi inferiori: il suo sforzo appariva nel complesso giustificato, ma l'esito infausto dimostra che non era l'uomo adatto per raggiungere obiettivi così elevati in modo pacifico e con competenza».

## Monetazione

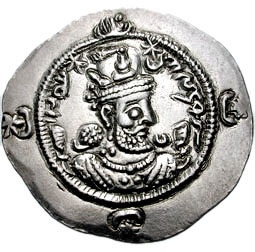
Dracma di Ormisda IV emesso dalla zecca di Spahan

Sulla parte posteriore delle sue monete, Ormisda è raffigurato con indosso una corona identica a quella della seconda indossata dal bisnonno Peroz I (r. 459-484). La corona è composta da un diadema, una corona con merli al centro e dietro, e il korymbos, un copricapo con un globo e una mezzaluna sulla parte anteriore. Nel disegno delle monete Ormisda ricorse a simboli astrali riportati sulla testa dei denari, con stelle e mezzelune presenti nell'estrema destra, in basso e all'estrema sinistra. Le monete d'oro vennero coniate raramente durante la parentesi sasanide e il mandato di Ormisda non fece eccezione a questa tendenza.

## Discendenza
Si conoscono due delle mogli del sovrano in esame, una delle quali era una nobildonna del casato di Ispahbudhan, figlia di Sapore, mentre l'altra era una donna Cristiana la cui identità resta avvolta nel mistero.
Oltre a Cosroe II (r. 590-628), Ormisda ebbe anche una figlia il cui nome risulta ignoto che sposò Shahvaraz, un membro del casato di Mehrān.

### Esplicative
1. ↑  I sasanidi riuscirono a preservare solo Chach e Samarcanda per alcuni anni, fino a quando non fu riconquistata dai turchi, che forse conquistarono anche la provincia sasanide orientale del Kadagistan (oggi compresa nell'Afghanistan): Rezakhani (2017), p. 178.

### Bibliografiche
1. 1 2  Shayegan (2004), pp. 462-464.
2. ↑  Vevaina e Canepa (2018), p. 1110.
3. ↑  Schmitt e Bailey (1986), pp. 445-465.
4. ↑  Rapp (2014), pp. 341-343.
5. ↑  Rezakhani (2017), p. 141.
6. 1 2 3 4 5 6 7 8 9 10 11 12 13 14 15 16 17  Shahbazi (2004), pp. 466-467.
7. 1 2 3 4 5 6 7 8 9 10 11 12 13  Howard-Johnston (2010).
8. ↑  Ṭabarī, vol. 5, p. 295.
9. ↑  Kia (2016), p. 249.
10. ↑  Greatrex e Lieu (2002), pp. 160-162.
11. 1 2 3  Greatrex e Lieu (2002), p. 162.
12. 1 2  Greatrex e Lieu (2002), p. 163.
13. ↑  Suny (1994), p. 25.
14. ↑  Shahîd (1995), pp. 413-419.
15. ↑  Greatrex e Lieu (2002), pp. 163-165.
16. ↑  Shahîd (1995), p. 414.
17. ↑  Greatrex e Lieu (2002), p. 164.
18. ↑  Shahîd (1995), p. 416.
19. ↑  Greatrex e Lieu (2002), p. 165.
20. 1 2 3  Greatrex e Lieu (2002), p. 166.
21. ↑  Martindale, Jones e Morris (1992), pp. 1215-1216.
22. 1 2 3 4  Greatrex e Lieu (2002), p. 167.
23. 1 2  Bonner (2020), p. 245.
24. ↑  Bonner (2020), pp. 245-246.
25. ↑  Greatrex e Lieu (2002), pp. 167-169.
26. ↑   Whitby e Whitby (1986), pp. 44-49.
27. ↑  Bonner (2020), p. 246.
28. ↑  Bonner (2020), pp. 245-247.
29. 1 2  Rezakhani (2017), p. 177.
30. 1 2 3 4 5 6 7 8 9 10  Shahbazi (1988), pp. 514-522.
31. ↑  Jaques (2007), p. 463.
32. 1 2 3 4 5  Rezakhani (2017), p. 178.
33. ↑  Litvinsky e Dani (1996), pp. 368-369.
34. ↑  Bonner (2020), p. 248.
35. ↑  Greatrex e Lieu (2002), p. 172.
36. 1 2  Tafazzoli (1988), p. 260.
37. ↑  Daryaee e Rezakhani (2016), p. 42.
38. ↑  Axworthy (2008), p. 63.
39. 1 2 3  Shahbazi (1989), pp. 180-182.
40. 1 2  Pourshariati (2008), pp. 106-108.
41. ↑  Pourshariati (2008), pp. 110-111.
42. ↑  Pourshariati (2008), pp. 112, 268-269.
43. ↑  Payne (2015), p. 2.
44. 1 2  Daryaee (2014), p. 56.
45. ↑  Payne (2015), p. 167.
46. ↑  Payne (2015), pp. 166-167.
47. ↑  Bonner (2020), pp. 237-238.
48. 1 2 3  Pourshariati (2008), p. 337.
49. 1 2  Payne (2015), p. 172.
50. 1 2  Shayegan (2017), p. 810.
51. ↑  Pourshariati (2008), p. 96.
52. 1 2  Bonner (2020), p. 252.
53. ↑  Warren, p. 26.
54. 1 2  Bonner (2020), p. 253.
55. ↑  Warren, p. 36.
56. 1 2  Bonner (2020), p. 254.
57. ↑  Whitby e Whitby (1986), p. 293.
58. ↑  Ṭabarī, vol. 5, p. 49.
59. ↑  Bonner (2020), p. 257.
60. ↑  Bonner (2020), pp. 256-257.
61. ↑  Pourshariati (2008), p. 155.
62. ↑  Kia (2016), pp. 249-250.
63. ↑  Kia (2016), pp. 282-283.
64. 1 2  Schindel (2013), p. 830.
65. ↑  Curtis (1999), pp. 304-305.
66. ↑  Schindel (2013), p. 827.
67. ↑  Pourshariati (2008), pp. 106-108, 337.
68. ↑  Pourshariati (2008), p. 205.

### Fonti primarie
- (EN) Ṭabarī, The History of Al-Ṭabarī, a cura di Ehsan Yar-Shater, vol. 40, Albany, State University of New York Press, 1985-2007.

### Fonti secondarie
- (EN) Michael Axworthy, A History of Iran: Empire of the Mind, New York, Basic Books, 2008, ISBN 978-0-465-00888-9.
- (EN) Michael Bonner, The Last Empire of Iran, New York, Gorgias Press, 2020, ISBN 978-14-63-20616-1.
- (EN) Vesta Sarkhosh Curtis, Some observations on coins of Peroz and Kavad I, 1999,  pp. 303-313.
- (EN) Touraj Daryaee, Sasanian Persia: The Rise and Fall of an Empire, I.B.Tauris, 2014, ISBN 978-08-57-71666-8.
- (EN) Touraj Daryaee e Khodadad Rezakhani, From Oxus to Euphrates: The World of Late Antique Iran, H&S Media, ISBN 978-17-80-83577-8.
- (EN) Geoffrey Greatrex e Samuel N. C. Lieu, The Roman Eastern Frontier and the Persian Wars (Part II, 363-630 AD), New York e London, Routledge (Taylor & Francis), 2002, ISBN 978-04-15-14687-6.
- (EN) James Howard-Johnston, Ḵosrow II, su Encyclopaedia Iranica, iranicaonline.org, online, 2010.
- (EN) Tony Jaques, Dictionary of Battles and Sieges: F-O, Greenwood Publishing Group, 2007, ISBN 978-03-13-33538-9.
- (EN) Mehrdad Kia, The Persian Empire: A Historical Encyclopedia, ABC-CLIO, 2016, ISBN 978-16-10-69391-2.
- (EN) B.A. Litvinsky e Ahmad Hasan Dani, History of Civilizations of Central Asia: The crossroads of civilizations, A.D. 250 to 750, III, UNESCO, 1996, ISBN 978-92-31-03211-0.
- (EN) John Robert Martindale, Arnold Hugh Martin Jones e J. Morris, The Prosopography of the Later Roman Empire, Volume III: A.D. 527-641, Cambridge, Cambridge University Press, 1992, ISBN 978-0-521-20160-5.
- (EN) Richard E. Payne, A State of Mixture: Christians, Zoroastrians, and Iranian Political Culture in Late Antiquity, Univ of California Press, 2015, ISBN 978-05-20-29245-1.
- (EN) Parvaneh Pourshariati, Decline and Fall of the Sasanian Empire: The Sasanian-Parthian Confederacy and the Arab Conquest of Iran, Londra e New York, I.B. Tauris, 2008, ISBN 978-1-84511-645-3.
- (EN) Stephen H. Rapp, The Sasanian World through Georgian Eyes: Caucasia and the Iranian Commonwealth in Late Antique Georgian Literature, Ashgate Publishing, Ltd, 2014, ISBN 978-14-72-42552-2.
- (EN) Khodadad Rezakhani, ReOrienting the Sasanians: East Iran in Late Antiquity, Edinburgh University Press, 2017, ISBN 978-14-74-40030-5.
- (EN) Nikolaus Schindel, Sasanian Coinage, in Daniel T. Potts, The Oxford Handbook of Ancient Iran, Oxford University Press, 2013, ISBN 978-01-99-73330-9.
- R. Schmitt e Harold W. Bailey, Armenia and Iran iv. Iranian influences in Armenian Language, su Encyclopaedia Iranica, iranicaonline.org, II, Fasc. 4-5, 1986,  pp. 445-465.
- (EN) A. Shapur Shahbazi, Bahrām VI Čōbīn, in Encyclopaedia Iranica, III, Fasc. 5, Londra e New York, 1988,  pp. 514-522.
- (EN) A. Shapur Shahbazi, Besṭām o Bendōy, in Encyclopaedia Iranica, IV, Fasc. 2, 1989,  pp. 180-182.
- (EN) A. Shapur Shahbazi, Hormozd IV, in Encyclopaedia Iranica, XII, Fasc. 5, 2004,  pp. 466-467.
- (EN) Irfan Shahîd, Byzantium and the Arabs in the Sixth Century, vol. 1, Washington DC, Dumbarton Oaks, 1995, ISBN 978-0-88402-214-5.
- (EN) M. Rahim Shayegan, Hormozd I, in Encyclopaedia Iranica, XII, Fasc. 5,  pp. 462-464.
- (EN) M. Rahim Shayegan, Sasanian political ideology, in Daniel T. Potts, The Oxford Handbook of Ancient Iran, Oxford University Press, 2017, ISBN 978-01-90-66866-2.
- (EN) Ronald Grigor Suny, The making of the Georgian nation, Indiana University Press, 1994, ISBN 978-02-53-20915-3.
- (EN) A. Tafazzoli, Āẕīn Jošnas, in Encyclopaedia Iranica, III, Fasc. 3, 1988,  p. 260.
- (EN) Yuhan Vevaina e Matthew Canepa, Ohrmazd, in Oliver Nicholson, The Oxford Dictionary of Late Antiquity, Oxford, Oxford University Press, 2018, ISBN 978-0-19-866277-8.
- (EN) Soward Warren, Theophylact Simocatta and the Persians, in Sasanika, Università statale della California.
- (EN) Michael Whitby e Mary Whitby, The History of Theophylact Simocatta, Oxford, Claredon Press, 1986, ISBN 978-0-19-822799-1.